# 迪亞哥·戈隆貝克
迪亞哥·安德烈斯·戈隆貝克（西班牙語：Diego Andres Golombek，1964年11月22日—）是一名阿根廷生物學家、科學傳播者和普及者。他是現任國立基爾梅斯大學教授和國家科學技術研究委員會研究員。他著有多本關於生物學和相關主題的書籍，不過他主要是透過在廣播和電視上露面而為人所知。

## 生平
1988年，戈隆貝克以 優異成績畢業於布宜諾斯艾利斯大學。四年後，他在同一所大學獲得生物學博士學位。在從事生物學研究的同時，年輕的戈隆貝克開始創作短篇小說和詩歌。他曾在阿根廷、智利和委內瑞拉獲得多個文學獎項。

## 研究工作
戈隆貝克是一位經驗豐富的時間生物學研究者。2007年，他因發現倉鼠在威而鋼的作用下能更快恢復時差而獲得搞笑諾貝爾獎。他的目標是讓生物學變得通俗易懂；他的努力主要是為了讓人們了解科學家日常生活的某些方面，而這些方面通常被認為是隱藏的或神秘的。他堅持認為，科學是提高像阿根廷這樣的欠發達國家社會經濟活動的基本資源。
他參加了由數學家阿德里安·潘扎主持、Televisión Pública播放的電視節目《阿根廷製造的科學家》（Científicos Industria Argentina）。這是一檔面向兒童的節目，在節目中，他和他的助手「這裡的先生」和「那裡的先生」一起解釋日常工作背後的科學知識，例如烹飪阿薩多所涉及的化學程序或火柴的工作原理。
此外，他也是Siglo Veintiuno出版社出版的《Ciencia que ladra...》文集的主編。這本書的名字來自諺語「會叫的狗不會咬人」的西班牙語版本，但指的是科學。

## 政治活動
2016年，戈隆貝克成為馬克里政府智庫的一員，該智囊團自稱是「總統委員會」，但他在第一次會議後立即離開。
在2018年阿根廷墮胎辯論之後，他支持墮胎合法化，並認為「一群活細胞並不代表一個人」。

## 榮譽
2003年，戈隆貝克獲得貝爾納多·奧賽青年研究員獎，2012年，他又獲得奧賽獎。
2015年，戈隆貝克獲得卡林加獎。奥迪沙邦首席部長納文·帕特奈克（Naveen Patnaik）在奥迪沙邦秘書處向他表示祝賀，並贈送了一條披肩和銀絲紀念品。

## 外部連結
- Published works by Chronobiology Department of National University of Quilmes: http://cronos.unq.edu.ar/publicaciones.htm （页面存档备份，存于）